# Ортис, Хосе Гильермо
Хосе Гильермо Ортис Пикадо (исп. José Guillermo Ortiz Picado; 20 июня 1992, Ла-Урука, Коста-Рика) — коста-риканский футболист, нападающий клуба «Эредиано». На правах аренды выступает за «Пунтаренас».

## Карьера

### Клубная
Воспитанник коста-риканского клуба «Алахуэленсе». В 20 лет дебютировал за основной состав команды, с которой он становился чемпионом страны. В конце 2016 года перешёл в «Эредиано», подписав двухлетний контракт, однако сразу же на правах аренды отправился в американский «Ди Си Юнайтед» на сезон. В июле 2017 года договор аренды был прекращён досрочно. В финальном матче Апертуры 2017, в котором «Эредиано» противостоял «Мунисипаль Перес-Селедон», Ортис получил тяжёлую травму — разрыв передней крестообразной связки левого колена, оставившую его вне футбола на пять—шесть месяцев.

### Сборная
За сборную Коста-Рики Ортис дебютировал на Центральноамериканском кубке против сборной Белиза.

## Достижения
Алахуэленсе
- Чемпион Коста-Рики: 2012/13 (Инверно), 2013/14 (Инверно).